# Soussey-sur-Brionne
Soussey-sur-Brionne è un comune francese di 138 abitanti situato nel dipartimento della Côte-d'Or nella regione della Borgogna-Franca Contea.

## Società

### Evoluzione demografica
Abitanti censiti